# 海斯曼奖
海斯曼奖（英語：Heisman Trophy），又称为海斯曼纪念奖（英語：Heisman Memorial Trophy），是每年一度颁发给美国大学美式橄榄球最杰出球员的奖项。海斯曼奖于每年12月在碗赛之前颁发。
海斯曼奖最早是在1935年由纽约市中心运动俱乐部设立用于奖励“密西西比河以东最有价值大学橄榄球球员”。1936年10月，俱乐部运动总监约翰·海斯曼逝世后，该奖项以他命名，并将评奖范围扩大到密西西比河以西的全国地区。

## 评选机制
体育记者是评选海斯曼奖的决定性因素。以2021年为例，共发出928张选票，其中：
- 870名体育记者投票，在全美六个地理区域平均分配，每个区域145票，其中分配给一个州的票数取决于该州的规模和媒体数量。[6][7]
  - 远西：亚利桑那州, 加利福尼亚州, 夏威夷州, 爱达荷州, 蒙大拿州, 北达科他州, 内华达州, 俄勒冈州, 南达科他州, 犹他州, 华盛顿州, 怀俄明州
  - 中大西洋：华盛顿哥伦比亚特区, 特拉华州, 马里兰州, 北卡罗来纳州, 新泽西州, 宾夕法尼亚州, 南卡罗来纳州, 弗吉尼亚州, 西弗吉尼亚州
  - 中西部： 艾奥瓦州, 伊利诺伊州, 印第安纳州, 密歇根州, 明尼苏达州, 俄亥俄州, 威斯康星州
  - 东北部：康涅狄格州, 马萨诸塞州, 缅因州, 新罕布什尔州, 纽约市, 纽约州, 罗得岛州, 佛蒙特州
  - 南部：亚拉巴马州, 佛罗里达州, 乔治亚州, 肯塔基州, 路易斯安那州, 密西西比州, 田纳西州
  - 西南部： 阿肯色州, 科罗拉多州, 堪萨斯州, 密苏里州, 内布拉斯加州, 新墨西哥州, 奥克拉荷马州, 得克萨斯州
- 57名在世的前海斯曼奖得主，每人一票
- 全体粉丝投票，计作一票

除了全体粉丝投票投出的一票外，其他投票者都需要在选票上列出第一、二、三名。最后计分时，第一名得3分，第二名得2分，第三名得1分，总分最高者获得海斯曼奖。

## 颁奖地点
| 会场                       | 年份                         |
| -------------------------- | ---------------------------- |
| 市中心运动俱乐部，纽约市   | 1935年–2000年                |
| 纽约万豪侯爵酒店，纽约市   | 2001年; 2017年               |
| 纽约市耶鲁俱乐部，纽约市   | 2002年–2003年                |
| 纽约中城希尔顿酒店，纽约市 | 2004年                       |
| PlayStation剧院，纽约市    | 2005年–2016年; 2018年–2019年 |
| ESPN总部，康涅狄格州       | 2020年（线上）               |
| 林肯中心爵士樂社，纽约市   | 2021年                       |